# 李娓娓
李娓娓（？-？），字心兰，又字韵卿，生于清道光年间，广东督粮道李宗沆幼女，陕西延川李家塬人，晚清诗人。
幼时随父母寓居四川合州，后嫁于曹鹤龄之子曹震方，八年后曹震方病逝，李娓娓从此守寡。
同治六年（1867年），与其二子曹琛、曹琳因战乱流落至长安，李娓娓靠笔墨维生，两个儿子相继去世，晚年孤苦伶仃，抑郁而终，享年八十余岁。现存诗稿《咏月轩吟草》《幽香馆存稿》《绿窗词草》。